# Steve Jobs (film)
Steve Jobs je americký životopisný dramatický film z roku 2015. Režie se ujal Danny Boyle a scénáře Aaron Sorkin, který se inspiroval stejnojmennou biografií od Waltera Isaacsona. Ve snímku hrají hlavní role Michael Fassbender, Kate Winsletová, Seth Rogen, Katherine Waterston, Michael Stuhlbarg a Jeff Daniels.
Film měl premiéru na Telluride Film Festival 5. září 2015 a do kin byl uveden 9. října 2015 (Spojené království) a 13. listopadu 2015 (USA). V Česku měl premiéru 12. listopadu 2015. Film získal pozitivní recenze od kritiků. Kate Winsletová za roli získala Zlatý glóbus a cenu BAFTA. Sorkin získal Zlatý glóbus v kategorii nejlepší scénář. Kate Winsletová a Michael Fassbender získali nominaci na Oscara.

## Obsazení
| Michael Fassbender  | Steve Jobs        |
| Kate Winsletová     | Joanna Hoffman    |
| Seth Rogen          | Steve Wozniak     |
| Jeff Daniels        | John Sculley      |
| Katherine Waterson  | Chrisann Brennan  |
| Michael Stuhlbarg   | Andy Herzfeld     |
| Sarah Snook         | Andrea Cunningham |
| Adam Shapiro        | Avie Tevanian     |
| John Ortiz          | Joel Pforzheimer  |
| Makenzie Moss       | Jobsova dcera     |
| Ripley Sobo         | Jobsova dcera     |
| Perla Haney-Jardine | Jobsova dcera     |
| Lisa Brennan-Jobs   | Jobsova dcera     |

## Produkce
Společnost Sony Picures odkoupila práva na knihu Isaacsona v říjnu 2011 a Aarona Sorkina najala, aby ji přepracoval na scénář. V listopadu 2011 se mluvilo o tom, že si roli Jobse zahraje George Clooney nebo Noah Wyle (který už si Jobse zahrál v televizním filmu Piráti ze Silcon Valley). Scénář byl vytvářen za pomocí Jobsovo pravé ruky Joanny Hoffman, bývalého ředitele Applu Johna Sculleyho, původního vývojáře týmu MAC Andyho Hertzfelda, Jobsovo první dcery Lisy Brennan-Jobsové a její matky Chrisann Brennan. V lednu 2014 se mluvilo, že by si roli Jobse mohl zahrát Christian Bale. Danny Boyle byl najatý na post režiséra a mluvilo se o Leonardovi DiCapriovi. Poté, co DiCaprio od role upustil, byly zvažování Bale, Matt Damon, Ben Affleck a Bradley Copper. V listopadu od projektu upustil Bale a Michael Fassbender ho nahradil. Scarlet Johanssonová byla nabídnuta role, ale odmítla.
Kvůli napadení emailů společnosti Sony Pictures Entertainment v prosinci roku 2014 se přišlo na to, že se mluvilo o obsazení Toma Cruise, Matthewa McConaugheyho a Charlize Theronové. Natalie Portmanová se k projektu připojila v listopadu 2014, ale odešla z něj v prosinci. Michael Stuhlbarg se k obsazení připojil v roli Andyho Herzfelda. V lednu 2015 bylo potvrzeno připojení Kate Winsletové. Jeff Daniels byl obsazen do role Johna Sculleyho.

### Natáčení
Natáčet se začalo 16. ledna 2015 v Jobsovo domu z dětství v Los Altos v Kalifornii, další scény se natáčely v okolí San Francisca. Produkce se poté přesunula do Berkeley, kde natáčela 23.–24. ledna (v restauraci La Méditerranée). Natáčení skončilo 10. dubna 2015.

## Přijetí

### Tržby
Film vydělal 17,8 milionů dolarů v Severní Americe a 16,7 milionů dolarů v ostatních oblastech, celkově tak vydělal 34,4 milionů dolarů po celém světě. Rozpočet filmu činil 30 milionů dolarů. V Severní Americe byl nejdříve vydán limitovaně, a to do čtyř kin, kdy vydělal 521 tisíc dolarů za první víkend. Do více kin byl oficiálně uveden 23. října 2015. Za první víkend vydělal 7,1 milionů dolarů.

### Recenze
Film získal pozitivní recenze od kritiků. Na recenzní stránce Rotten Tomatoes získal z 268 započtených recenzí 86 procent s průměrným ratingem 7,6 bodů z deseti. Na serveru Metacritic snímek získal z 45 recenzí 82 bodů ze sta. Na Česko-Slovenské filmové databázi snímek získal 68%.

## Ocenění a nominace
| Ocenění                                       | Datum             | Kategorie                                | Nominovaný | Výsledek  |
| --------------------------------------------- | ----------------- | ---------------------------------------- | --- | --------- |
| AACTA International Awards                    | 29. ledna 2016    | Nejlepší herec v hlavní roli             | Michael Fassbender | nominace  |
| AACTA International Awards                    | 29. ledna 2016    | Nejlepší herečka ve vedlejší roli        | Kate Winsletová | nominace  |
| AACTA International Awards                    | 29. ledna 2016    | Nejlepší adaptovaný scénář               | Aaron Sorkin | nominace  |
| Alliance of Women Film Journalists            | 12. ledna 2016    | Nejlepší herec v hlavní roli             | Michael Fassbender | nominace  |
| Alliance of Women Film Journalists            | 12. ledna 2016    | Nejlepší herečka ve vedlejší roli        | Kate Winsletová | nominace  |
| Austin Film Critics Association               | 29. prosince 2015 | Nejlepší herec v hlavní roli             | Michael Fassbender | vítězství |
| Austin Film Critics Association               | 29. prosince 2015 | Nejlepší herečka ve vedlejší roli        | Kate Winsletová | nominace  |
| Austin Film Critics Association               | 29. prosince 2015 | Nejlepší adaptovaný scénář               | Aaron Sorkin | nominace  |
| Chicago Film Critics Association              | 16. prosince 2015 | Nejlepší herec v hlavní roli             | Michael Fassbender | nominace  |
| Chicago Film Critics Association              | 16. prosince 2015 | Nejlepší adaptovaný scénář               | Aaron Sorkin | nominace  |
| Critics' Choice Movie Awards                  | 17. ledna 2016    | Nejlepší herec v hlavní roli             | Michael Fassbender | nominace  |
| Critics' Choice Movie Awards                  | 17. ledna 2016    | Nejlepší herečka ve vedlejší roli        | Kate Winsletová | nominace  |
| Critics' Choice Movie Awards                  | 17. ledna 2016    | Nejlepší adaptovaný scénář               | Aaron Sorkin | nominace  |
| Dallas–Fort Worth Film Critics Association    | 14. prosince 2015 | Nejlepší herec v hlavní roli             | Michael Fassbender | 2. místo  |
| Dallas–Fort Worth Film Critics Association    | 14. prosince 2015 | Nejlepší herečka ve vedlejší roli        | Kate Winsletová | 3. místo  |
| Denver Film Critics Society                   | January 11, 2016  | Nejlepší herec v hlavní roli             | Michael Fassbender | nominace  |
| Denver Film Critics Society                   | January 11, 2016  | Nejlepší herečka ve vedlejší roli        | Kate Winsletová | nominace  |
| Denver Film Critics Society                   | January 11, 2016  | Nejlepší adaptovaný scénář               | Aaron Sorkin | nominace  |
| Detroit Film Critics Society                  | 14. prosince 2015 | Nejlepší herec v hlavní roli             | Michael Fassbender | nominace  |
| Dublin Film Critics' Circle                   | 22. prosince 2015 | Nejlepší herec v hlavní roli             | Michael Fassbender | vítězství |
| Empire Awards                                 | 20. březen 2016   | Nejlepší herec v hlavní roli             | Michael Fassbender | nominace  |
| Empire Awards                                 | 20. březen 2016   | Nejlepší scénář                          | Aaron Sorkin | nominace  |
| Filmové ceny MTV                              | 10. duben 2016    | Opravdový příběh                         | Steve Jobs | nominace  |
| Filmová cena Britské akademie                 | 14. února 2016    | Nejlepší herec v hlavní roli             | Michael Fassbender | nominace  |
| Filmová cena Britské akademie                 | 14. února 2016    | Nejlepší herečka ve vedlejší roli        | Kate Winsletová | vítězství |
| Filmová cena Britské akademie                 | 14. února 2016    | Nejlepší adaptovaný scénář               | Aaron Sorkin | nominace  |
| Florida Film Critics Circle                   | 23. prosince 2015 | Nejlepší herec v hlavní roli             | Michael Fassbender | nominace  |
| Florida Film Critics Circle                   | 23. prosince 2015 | Nejlepší adaptovaný scénář               | Aaron Sorkin | nominace  |
| Houston Film Critics Society                  | 9. ledna 2016     | Nejlepší film                            | Steve Jobs | nominace  |
| Houston Film Critics Society                  | 9. ledna 2016     | Nejlepší herec v hlavní roli             | Michael Fassbender | vítězství |
| Houston Film Critics Society                  | 9. ledna 2016     | Nejlepší herečka ve vedlejší roli        | Kate Winsletová | nominace  |
| Houston Film Critics Society                  | 9. ledna 2016     | Nejlepší scénář                          | Aaron Sorkin | nominace  |
| Houston Film Critics Society                  | 9. ledna 2016     | Nejlepší skladatel                       | Daniel Pemberton | nominace  |
| Jupiter Award                                 | 28. prosince 2015 | Nejlepší mezinárodní herec               | Michael Fassbender | nominace  |
| London Film Critics Circle                    | 17. ledna 2016    | Herec roku                               | Michael Fassbender | nominace  |
| London Film Critics Circle                    | 17. ledna 2016    | Herečka ve vedlejší roli roku            | Kate Winsletová | vítězství |
| London Film Critics Circle                    | 17. ledna 2016    | Britská herečka roku                     | Kate Winsletová | nominace  |
| London Film Critics Circle                    | 17. ledna 2016    | Britská herec roku                       | Michael Fassbender | nominace  |
| London Film Critics Circle                    | 17. ledna 2016    | Scenárista roku                          | Aaron Sorkin | nominace  |
| London Film Critics Circle                    | 17. ledna 2016    | Ocenění za technickou výpravu            | Elliot Graham | nominace  |
| Los Angeles Film Critics Association          | 6. prosince 2015  | Nejlepší herec v hlavní roli             | Michael Fassbender | vítězství |
| National Society of Film Critics              | 4. ledna 2016     | Nejlepší herečka ve vedlejší roli        | Kate Winsletová | 3. místo  |
| New York Film Critics Online                  | 6. prosince 2015  | Nejlepších deset filmů                   | Steve Jobs | vítězství |
| New York Film Critics Online                  | 6. prosince 2015  | Nejlepší herečka ve vedlejší roli        | Kate Winsletová | 2. místo  |
| Online Film Critics Society                   | 14. prosince 2015 | Nejlepší herec v hlavní roli             | Michael Fassbender | vítězství |
| Online Film Critics Society                   | 14. prosince 2015 | Nejlepší herečka ve vedlejší roli        | Kate Winsletová | nominace  |
| Online Film Critics Society                   | 14. prosince 2015 | Nejlepší adaptovaný scénář               | Aaron Sorkin | nominace  |
| Online Film Critics Society                   | 14. prosince 2015 | Nejlepší střih                           | Elliot Graham | nominace  |
| Oscar                                         | 28. února 2016    | Nejlepší herec v hlavní roli             | Michael Fassbender | nominace  |
| Oscar                                         | 28. února 2016    | Nejlepší herečka ve vedlejší roli        | Kate Winsletová | nominace  |
| Online Film & Television Association Award    | 14. února 2016    | Nejlepší herec v hlavní roli             | Michael Fassbender | 2. místo  |
| Online Film & Television Association Award    | 14. února 2016    | Nejlepší herečka ve vedlejší roli        | Kate Winsletová | nominace  |
| Online Film & Television Association Award    | 14. února 2016    | Nejlepší adaptovaný scénář               | Aaron Sorkin | nominace  |
| Mezinárodní filmový festival v Palm Springs   | 2. ledna 2016     | Mezinárodní ocenění                      | Michael Fassbender | vítězství |
| San Francisco Film Critics Circle             | 13. prosince 2015 | Nejlepší herec v hlavní roli             | Michael Fassbender | nominace  |
| Satellite Awards                              | 21. února 2016    | Nejlepší herec v hlavní roli – film      | Michael Fassbender | nominace  |
| Satellite Awards                              | 21. února 2016    | Nejlepší herečka ve vedlejší roli – film | Kate Winsletová | nominace  |
| Satellite Awards                              | 21. února 2016    | Nejlepší adaptovaný scénář               | Aaron Sorkin | vítězství |
| Satellite Awards                              | 21. února 2016    | Nejlepší střih                           | Elliot Graham | nominace  |
| Screen Actors Guild Awards                    | 30. ledna 2016    | Nejlepší herec v hlavní roli             | Michael Fassbender | nominace  |
| Screen Actors Guild Awards                    | 30. ledna 2016    | Nejlepší herečka ve vedlejší roli        | Kate Winsletová | nominace  |
| St. Louis Film Critics Association            | 19. prosince 2015 | Nejlepší herečka ve vedlejší roli        | Kate Winsletová | nominace  |
| St. Louis Film Critics Association            | 19. prosince 2015 | Nejlepší adaptovaný scénář               | Aaron Sorkin and Walter Isaacson | nominace  |
| Toronto Film Critics Association              | 14. prosince 2015 | Nejlepší herec v hlavní roli             | Michael Fassbender | 2. místo  |
| Vancouver Film Critics Circle                 | 21. prosince 2015 | Nejlepší herec v hlavní roli             | Michael Fassbender | vítězství |
| Village Voice Film Poll                       | 19. prosince 2015 | Nejlepší herec v hlavní roli             | Michael Fassbender | 3. místo  |
| Village Voice Film Poll                       | 19. prosince 2015 | Nejlepší herečka ve vedlejší roli        | Kate Winsletová | 6. místo  |
| Washington D.C. Area Film Critics Association | 7. prosince 2015  | Nejlepší herec v hlavní roli             | Michael Fassbender | nominace  |
| Washington D.C. Area Film Critics Association | 7. prosince 2015  | Nejlepší herečka ve vedlejší roli        | Kate Winsletová | nominace  |
| Washington D.C. Area Film Critics Association | 7. prosince 2015  | Nejlepší obsazení                        | Jeff Daniels, Michael Fassbender, Perla Haney-Jardine, Makenzie Moss, John Ortiz, Seth Rogen, Adam Shapiro, Sarah Snook, Ripley Sobo, Michael Stuhlbarg, Kate Winsletová a Katherine Waterston | nominace  |
| Washington D.C. Area Film Critics Association | 7. prosince 2015  | Nejlepší adaptovaný scénář               | Aaron Sorkin | nominace  |
| Washington D.C. Area Film Critics Association | 7. prosince 2015  | Nejlepší střih                           | Elliot Graham | nominace  |
| Writers Guild of America Awards               | 13. února 2016    | Nejlepší adaptovaný scénář               | Aaron Sorkin | nominace  |
| Zlatý glóbus                                  | 10. ledna 2016    | Nejlepší herec v hlavní roli             | Michael Fassbender | nominace  |
| Zlatý glóbus                                  | 10. ledna 2016    | Nejlepší herečka ve vedlejší roli        | Kate Winsletová | vítězství |
| Zlatý glóbus                                  | 10. ledna 2016    | Nejlepší scénář                          | Aaron Sorkin | vítězství |
| Zlatý glóbus                                  | 10. ledna 2016    | Nejlepší skladatel                       | Daniel Pemberton | nominace  |